# Jakobervorstadt

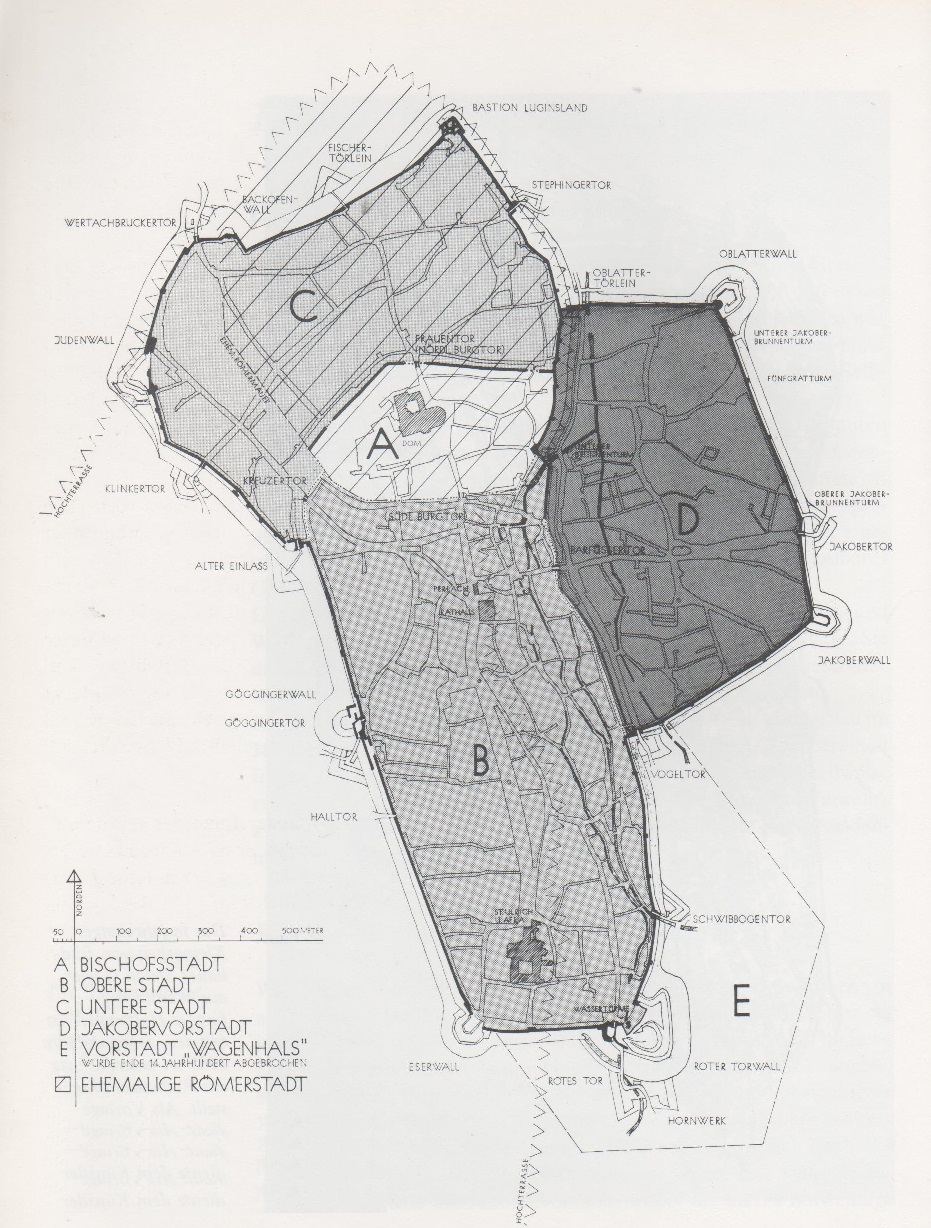
Entwicklungsphasen der Augsburger Altstadt. Der Buchstabe D markiert die Jakobervorstadt.

Die Jakobervorstadt ist ein historischer Stadtteil von Augsburg. Er befindet sich im Osten der befestigten Stadt. Seine Begrenzung nach Westen ist der innere Stadtgraben, der heute den Straßen Oberer Graben, Mittlerer Graben und Unterer Graben entspricht. Nach Norden, Osten und Süden ist die Jakobervorstadt vom äußeren Stadtgraben umgeben, mit zwei Bastionen Oblatterwall und Jakoberwall. Dort verlaufen heute auf der Außenseite des Grabens die Straßen Bert-Brecht-Straße, Oblatterwallstraße und Jakoberwallstraße; auf der Innenseite die Straßen Gänsbühl, Untere Jakobermauer, Obere Jakobermauer und Vogelmauer.
In der Jakobervorstadt befindet sich die älteste bestehende Sozialsiedlung der Welt, die Fuggerei, die wie eine kleine Stadt in der Stadt ummauert und mit Toren abgeschlossen ist.

## Geschichte

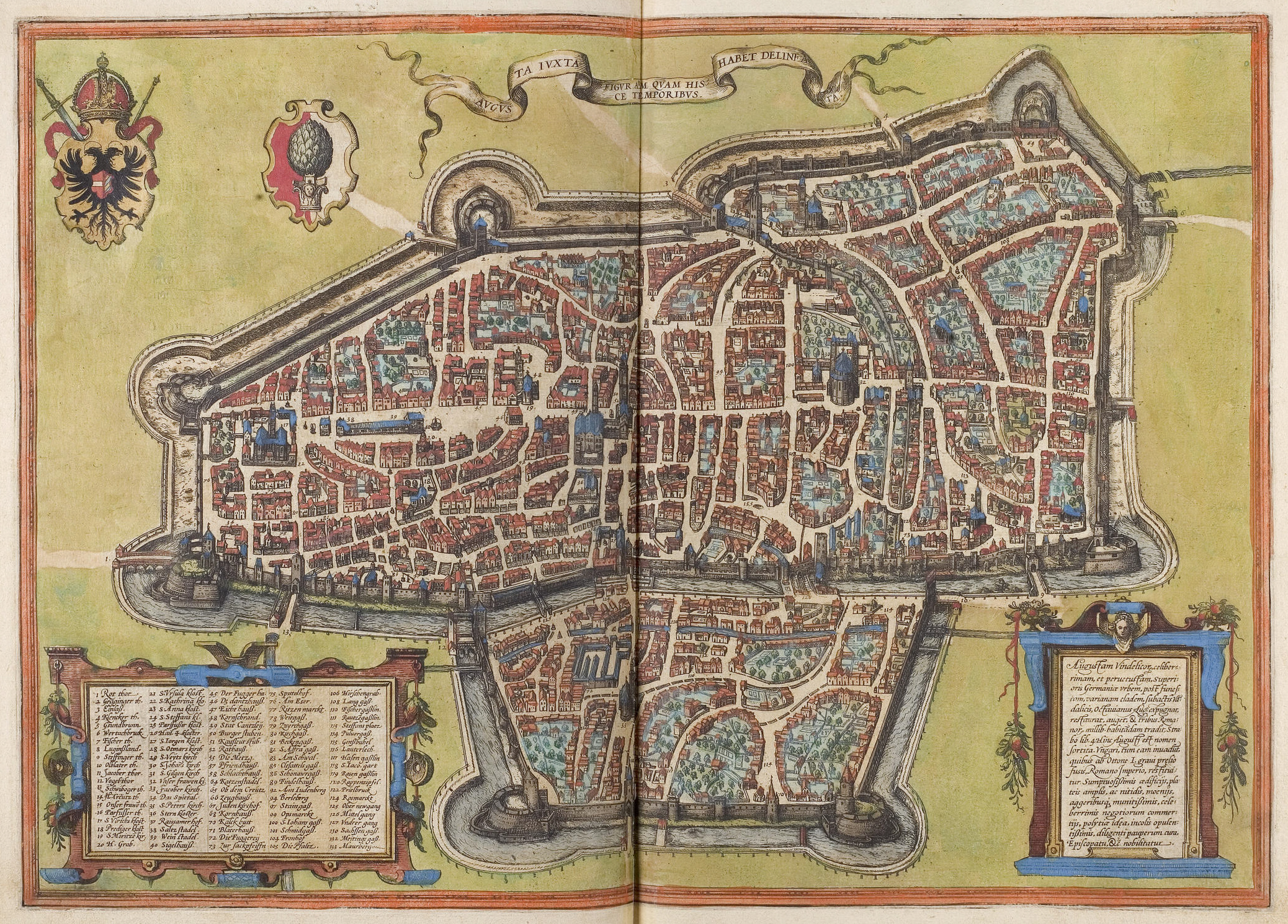
Auf dieser Karte von Augsburg im Jahre 1572 ist die Jakobervorstadt (unten) und die vollständig angelegte Stadtbefestigung gut erkennbar.

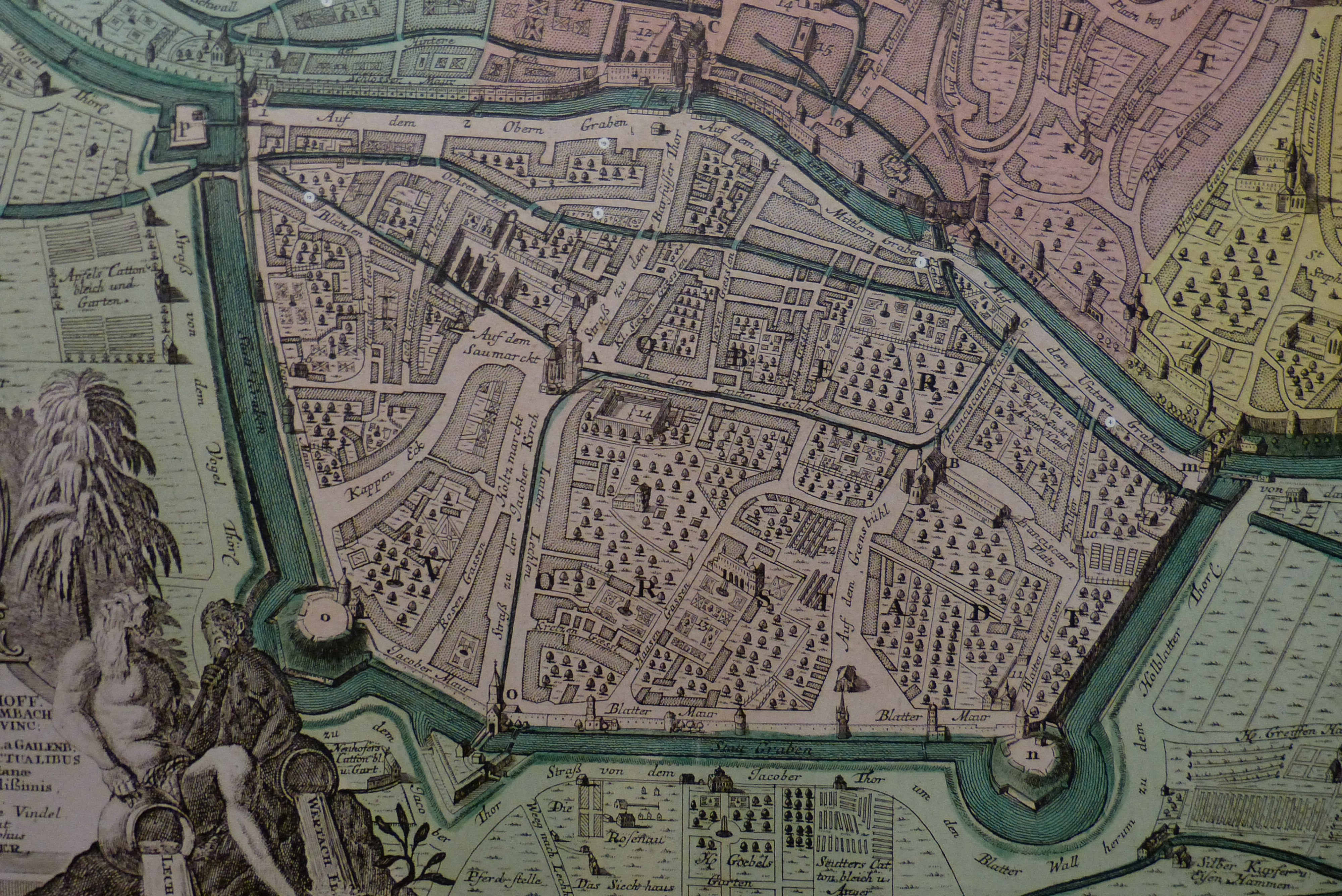
Die Jakobervorstadt um 1730/1731.

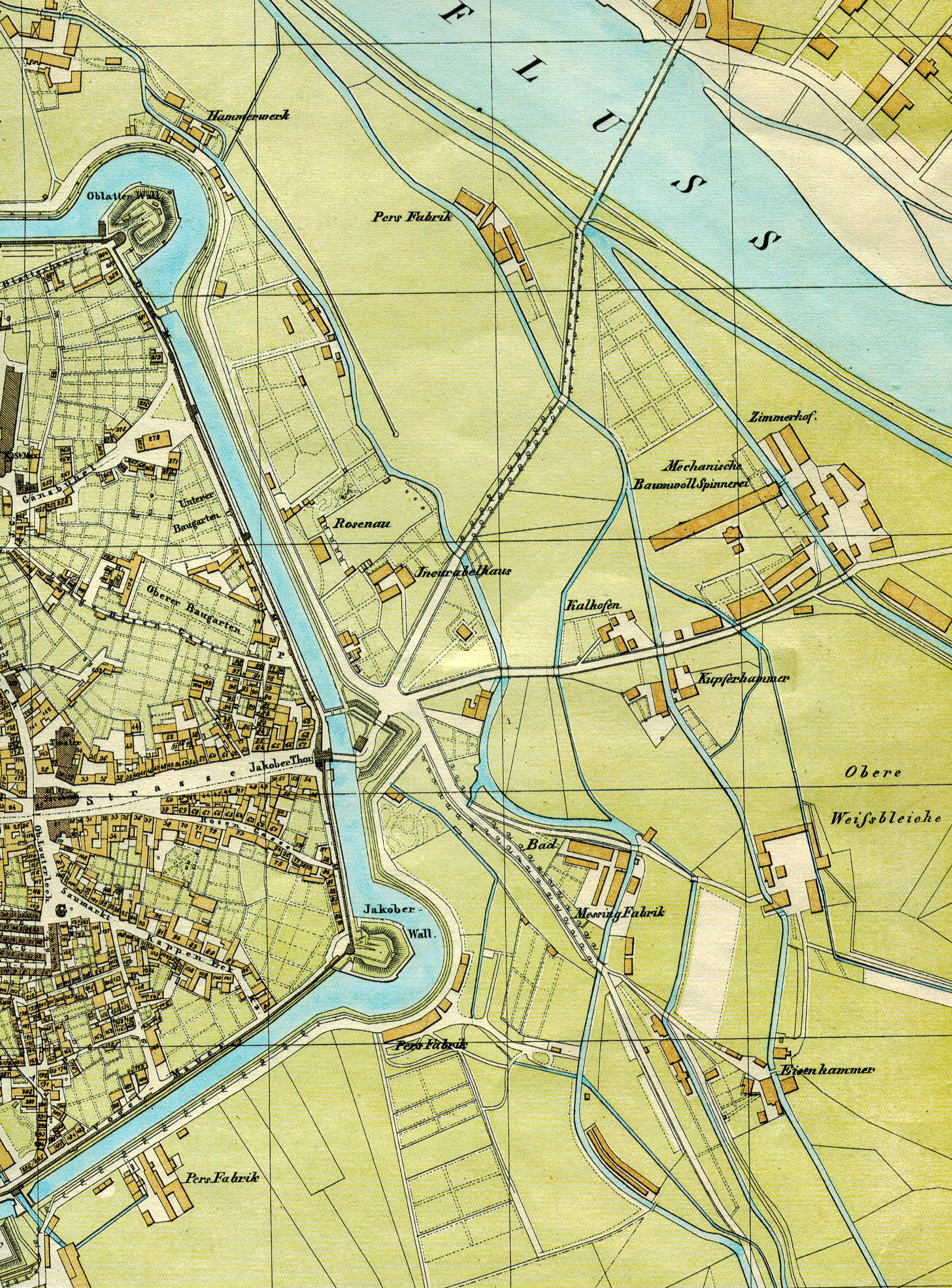
Vor der Jakobervorstadt bildete sich im 19. Jahrhundert das Textilviertel. Ausschnitt aus einem Stadtplan von Augsburg aus dem Jahr 1846.

Die Jakobervorstadt bildete sich im Mittelalter als Vorstadt außerhalb der ursprünglichen Stadt Augsburg. Ihr Mittelpunkt ist die Pilgerkirche St. Jakob, die ihr auch den Namen gab. Ab dem Jahr 1340 wurde die Jakobervorstadt in den Befestigungsring der Stadt einbezogen. Das Barfüßertor war ursprünglich das östliche Stadttor von Augsburg, von dem die Straße über eine bereits im Jahr 800 erbaute Lechbrücke vorbei am Dorf Lechhausen in Richtung Bayern führte. Mit der Befestigung und Hinzunahme der Jakobervorstadt übernahm ein neues Tor, das Jakobertor, diese Rolle, und die Bedeutung des Barfüßertors schwand zu einem Innentor der Stadt zurück. Ein Vorgängerbau des heutigen Jakobertores ist erstmals im Jahr 1249 erwähnt, das Jakobertor selbst erstmals 1346. Ab 1415 war die Jakobervorstadt komplett von einer Mauer umschlossen. Im 15. Jahrhundert wurde der äußere Stadtgraben um die Jakobervorstadt vertieft und verbreitert.
Neben der Brücke beim Barfüßertor gab es eine zweite Verbindung zwischen der Innenstadt und der Jakobervorstadt über den inneren Stadtgraben, ein Wehrgang, der Unterer Neuer Gang genannt wurde. Dieser befand sich beim Unteren Wasserwerk am Mauerberg, wo auch das Haus „zu den sieben Kindeln“ steht und sich heute ein Kino befindet. Nach Süden diente seit 1445 das Vogeltor als Einlass in die Jakobervorstadt. Nach Norden gab es seit 1449 ein weiteres Tor, das Oblattertor, welches heute nicht mehr existent ist. 1485 wurde die bauliche Sicherung der Jakobervorstadt an den Verbindungsstellen zur bestehenden Stadt komplettiert. 1540 bis 1542 wurde der Jakoberwall und 1543 wurde der Oblatterwall angelegt.
Einer der Augsburger Lechkanäle, der Sparrenlech, wurde über den äußeren Stadtgraben hinweg in die Jakobervorstadt hinein geleitet. Er vereinigt sich dort mit dem Stadtbach, der seinerseits beim Unteren Neuen Gang den inneren Stadtgraben in die Jakobervorstadt hinein überquerte (heute unterquert er ihn an der Zirbelnuss-Kanal-Brücke). Der Stadtbach verlässt die Jakobervorstadt anschließend nahe dem Oblattertor, wobei er erneut über den äußeren Stadtgraben hinweg geleitet wurde.
Ein bereits 1120 bis 1128 erbautes Heilig-Grab-Kirchlein diente als Keimzelle für ein Franziskanerkloster in der Jakobervorstadt. Das Heilig-Grab-Kirchlein wurde 1611 abgerissen und über ihm die Klosterkirche erbaut, die im Jahr 1613 geweiht wurde. Im Zuge der Säkularisation wurden im Jahr 1803 Kirche und Kloster aufgehoben und 1808 die letzten Franziskaner mit Polizeigewalt entfernt. Nun diente die ehemalige Kirche als Salzlager und das Kloster als Kaserne. König Maximilian I. Joseph von Bayern erhob 1811 die Franziskanerkirche wieder zu einer katholischen Pfarrkirche. Dafür musste sie seinen Namen als Kirchenpatronat St. Max tragen.
An der Grenze der Jakobervorstadt zur Domstadt befand sich am Mauerberg der Untere Brunnenturm zur Wasserversorgung. Unter dem Stadtbaumeister Elias Holl wurden zwei weitere Wassertürme zur Versorgung der Jakobervorstadt gebaut, von denen einer, der untere St.-Jakobs-Wasserturm, erhalten ist. Zwischen diesen beiden Wassertürmen befindet sich der Fünfgratturm, ein ehemaliger Wehrturm.
In der Jakobervorstadt lebte vorwiegend die soziale Unterschicht der Reichsstadt Augsburg. Aus diesem Grund legten die Fugger ihre Armensiedlung hier an und nicht etwa in der Oberstadt. Dieser Status blieb der Jakobervorstadt auch in den folgenden Jahrhunderten erhalten. Im Zeitalter der Industrialisierung lebten in der Jakobervorstadt viele Fabrikarbeiterfamilien.
1856 bis 1859 wurde in der Jakobervorstadt das Alte Hauptkrankenhaus im neugotischen Stil erbaut. Seit 1888 befindet sich der Neptunbrunnen mit der ältesten Brunnenfigur Augsburgs in der Jakobervorstadt; zuvor stand er an anderen Plätzen in der Stadt. Das Krankenhaus Vincentinum nördlich von St. Max. geht auf ein 1892 gegründetes Altenheim der Kongregation der Barmherzigen Schwestern vom heiligen Vinzenz von Paul zurück.
Während der Luftangriffe auf Augsburg in der Nacht vom 25. auf den 26. Februar 1944 wurde die Jakobervorstadt schwer getroffen. Rund die Hälfte der Wohnungen und Betriebe brannten aus oder wurden vollständig zerstört. Besonders trostlos zeigte sich die Jakoberstraße nach dem Angriff: Von der Kirche St. Jakob und dem Jakobertor standen nur noch die Grundmauern und die dazwischenliegende Bebauung lag nahezu vollständig in Trümmern. Auch weitere bedeutende Sakralbauten der Jakobervorstadt, wie die Barfüßerkirche und St. Max erlitten erhebliche Schäden.
Im Zuge des Wiederaufbaus veränderte sich das Erscheinungsbild aufgrund der großflächigen Zerstörung dieses Stadtviertels vielerorts grundlegend. Eine der markantesten städtebaulichen Neuerungen war der Bau einer breiten Ost-West-Verkehrsachse, die von der Grottenau bis zum Jakobertor reicht.

## Heutiger Zustand
Der äußere Stadtgraben bei der Jakobervorstadt ist in weiten Teilen bis heute erhalten geblieben und nicht, wie andere Teile des Augsburger Stadtgrabens, aufgefüllt und bebaut oder zu neuen Straßen umgebaut worden. Ein Teilabschnitt des wassergefüllten Stadtgrabens am Oblatterwall ist mit Ruder- und Tretbooten befahrbahr (Augsburger Kahnfahrt).
Heute ist die Jakobervorstadt ein Teil des Planungsraums Augsburg-Innenstadt. Dieser Planungsraum gliedert sich in neun Stadtbezirke, von denen zwei das Gebiet der historischen Jakobervorstadt abdecken: Jakobervorstadt–Nord und Jakobervorstadt–Süd. Diese umfassen allerdings zusätzlich zur Jakobervorstadt noch einen kleinen Teil der Altstadt westlich davon, begrenzt durch die Straßen Barfüßerstraße, Hoher Weg und Spenglergäßchen. Dadurch gehören auch folgende eigentlich im Lechviertel liegende Bauwerke zum Stadtbezirk Jakobervorstadt–Nord:
- die Stadtmetzg
- das Brechthaus, das Geburtshaus des Dichters und Dramatikers Bertolt Brecht
- das Alte Stadtbad

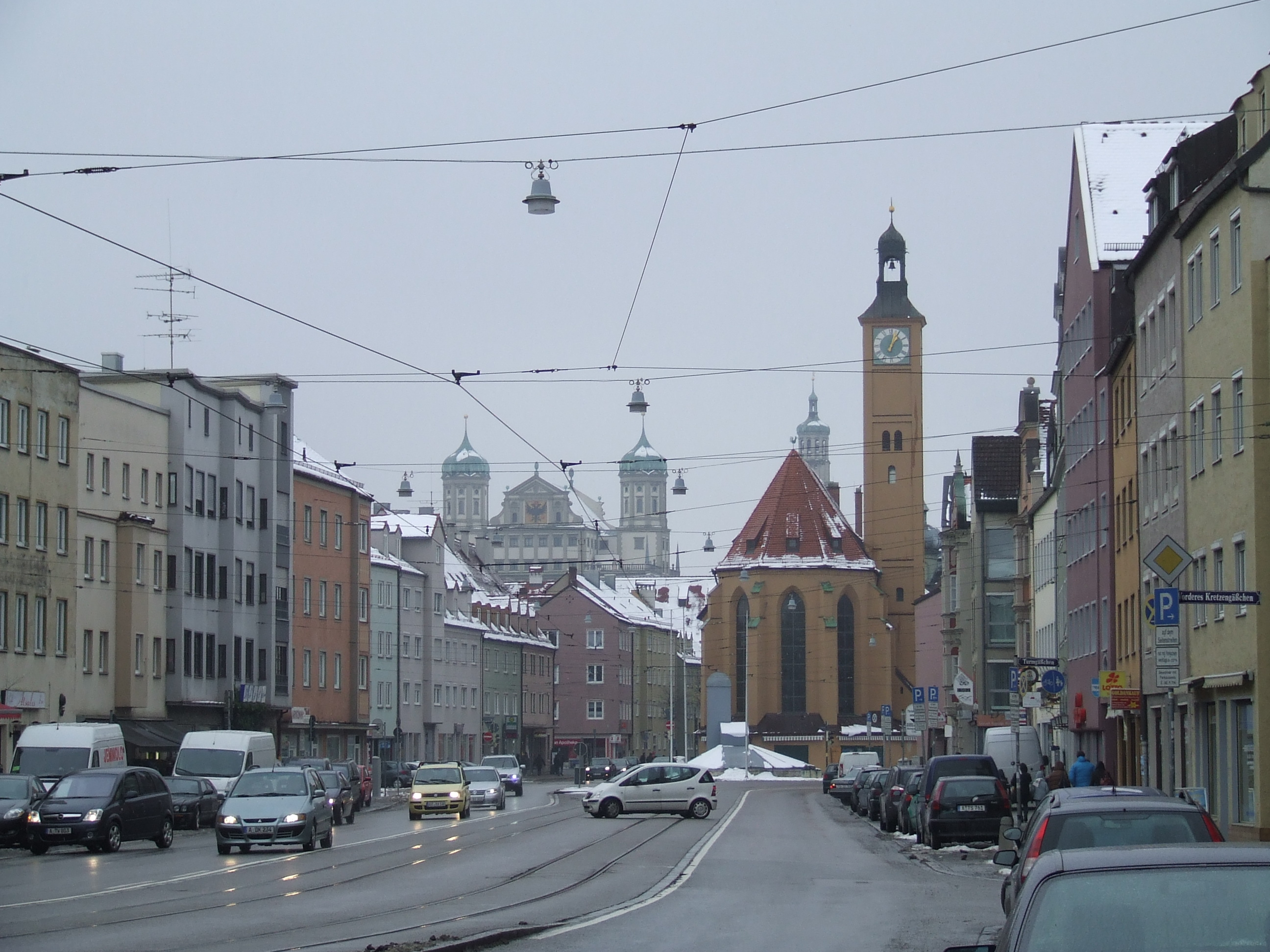
Jakobskirche
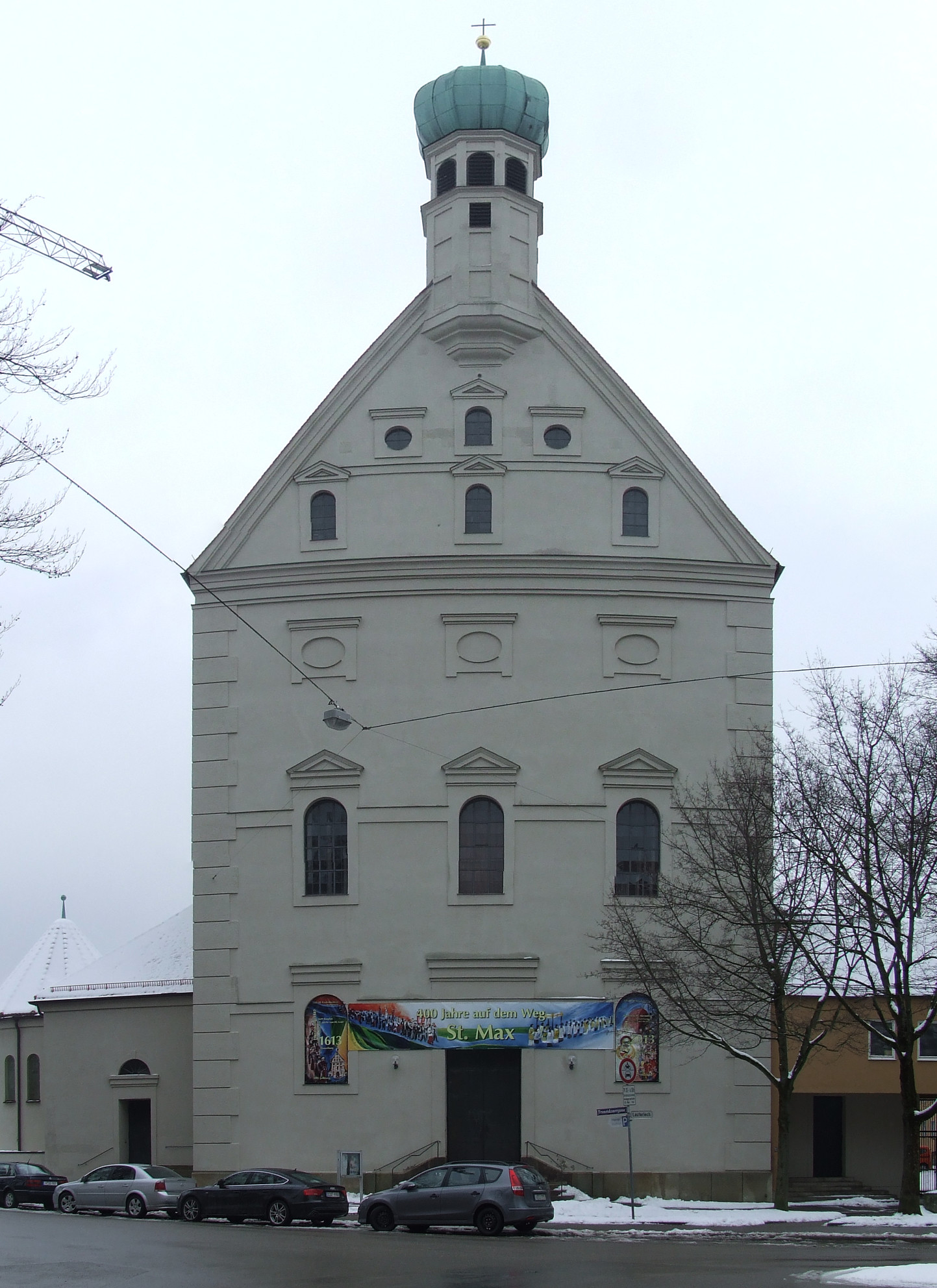
St. Max
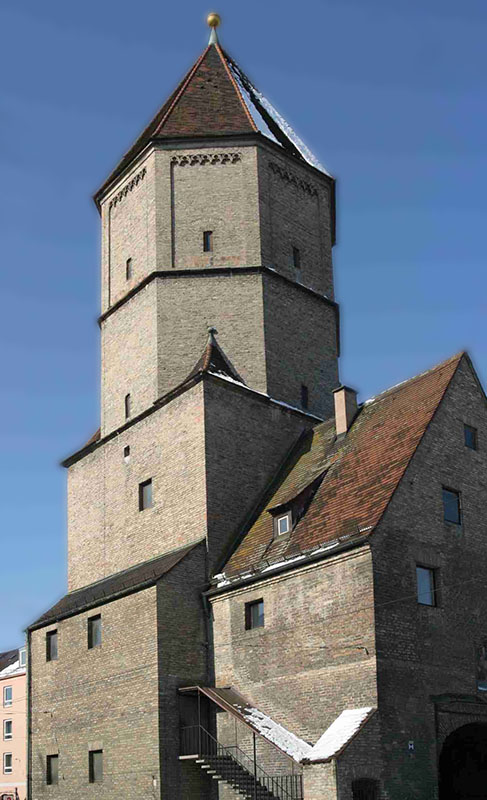
Jakobertor
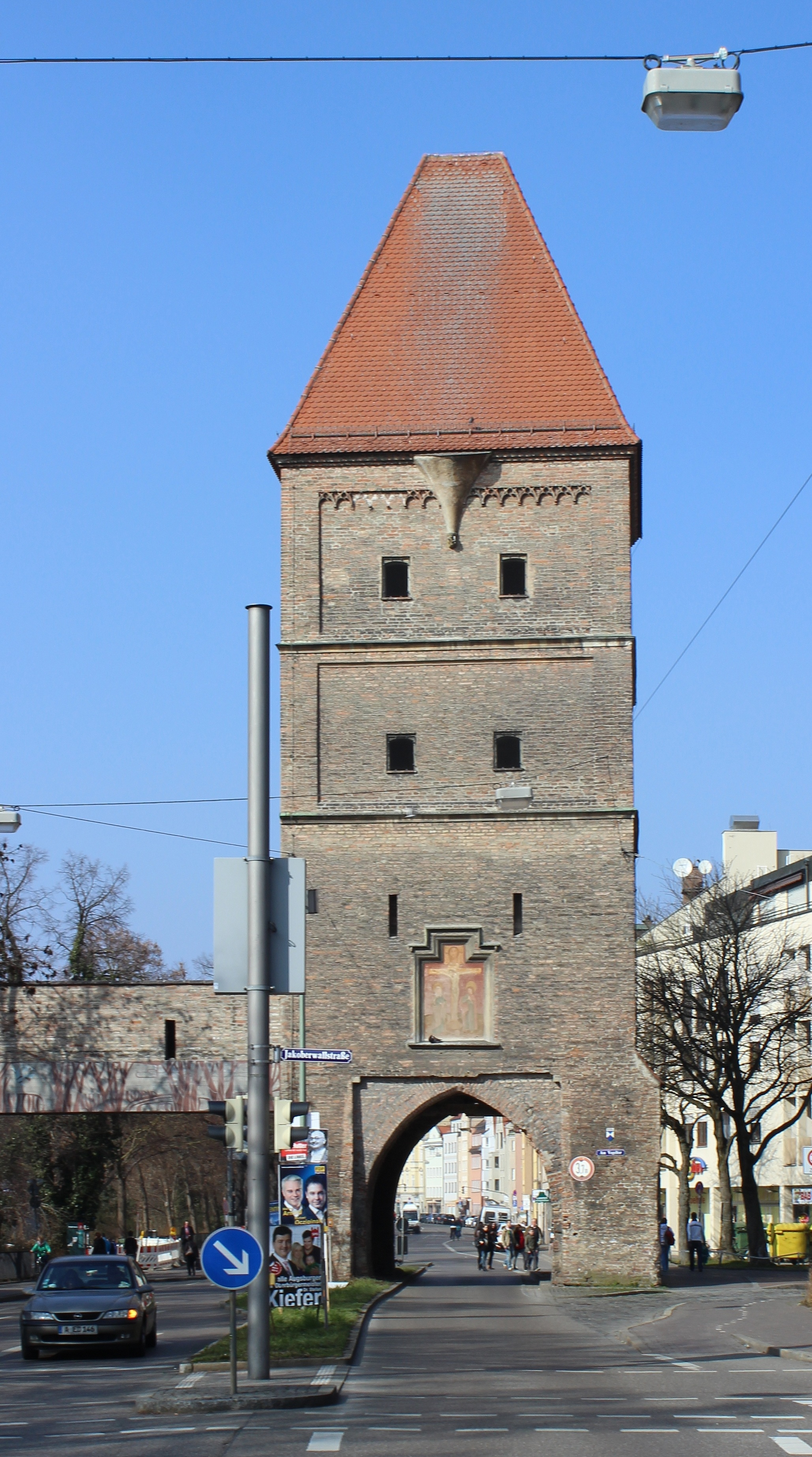
Vogeltor
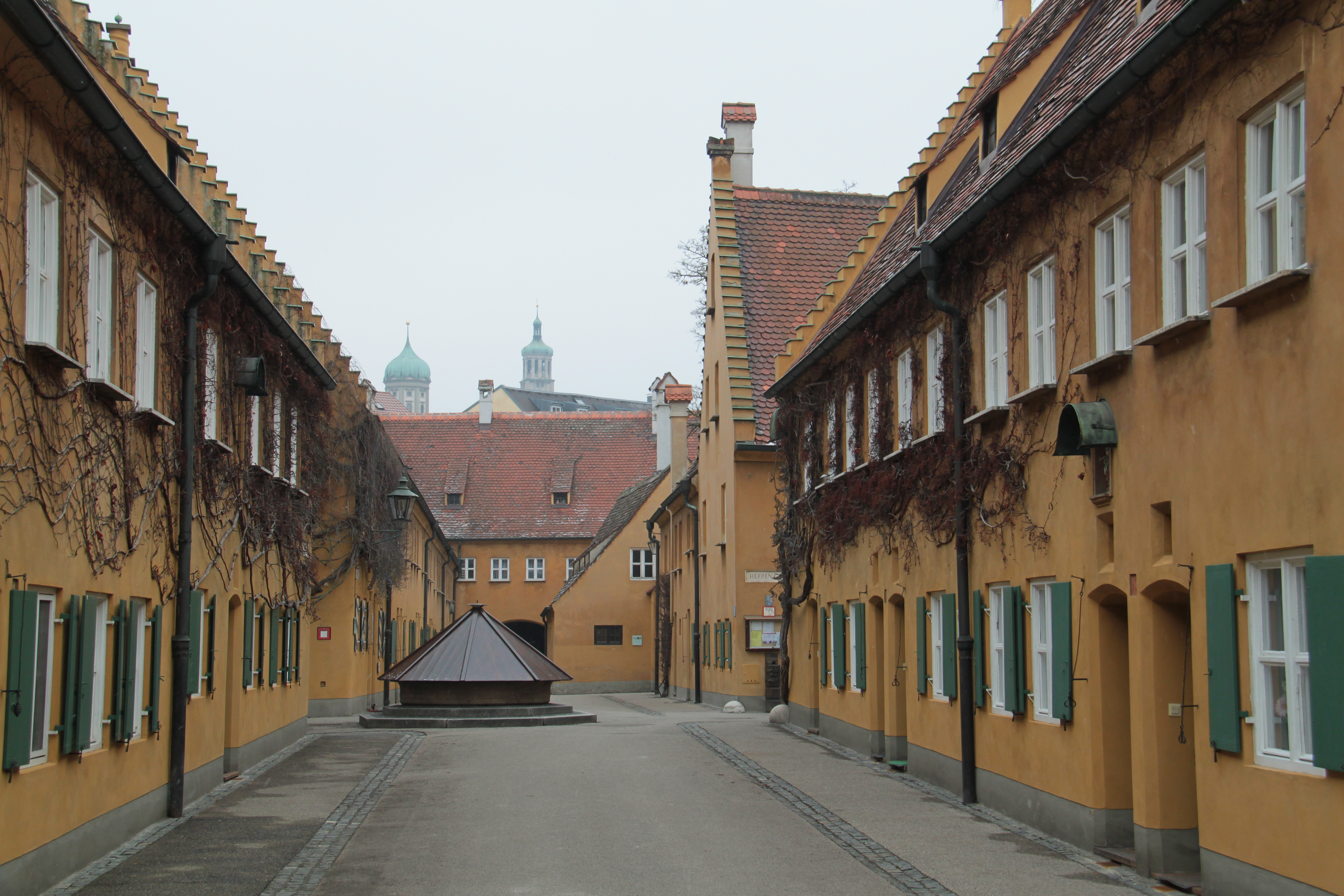
Fuggerei
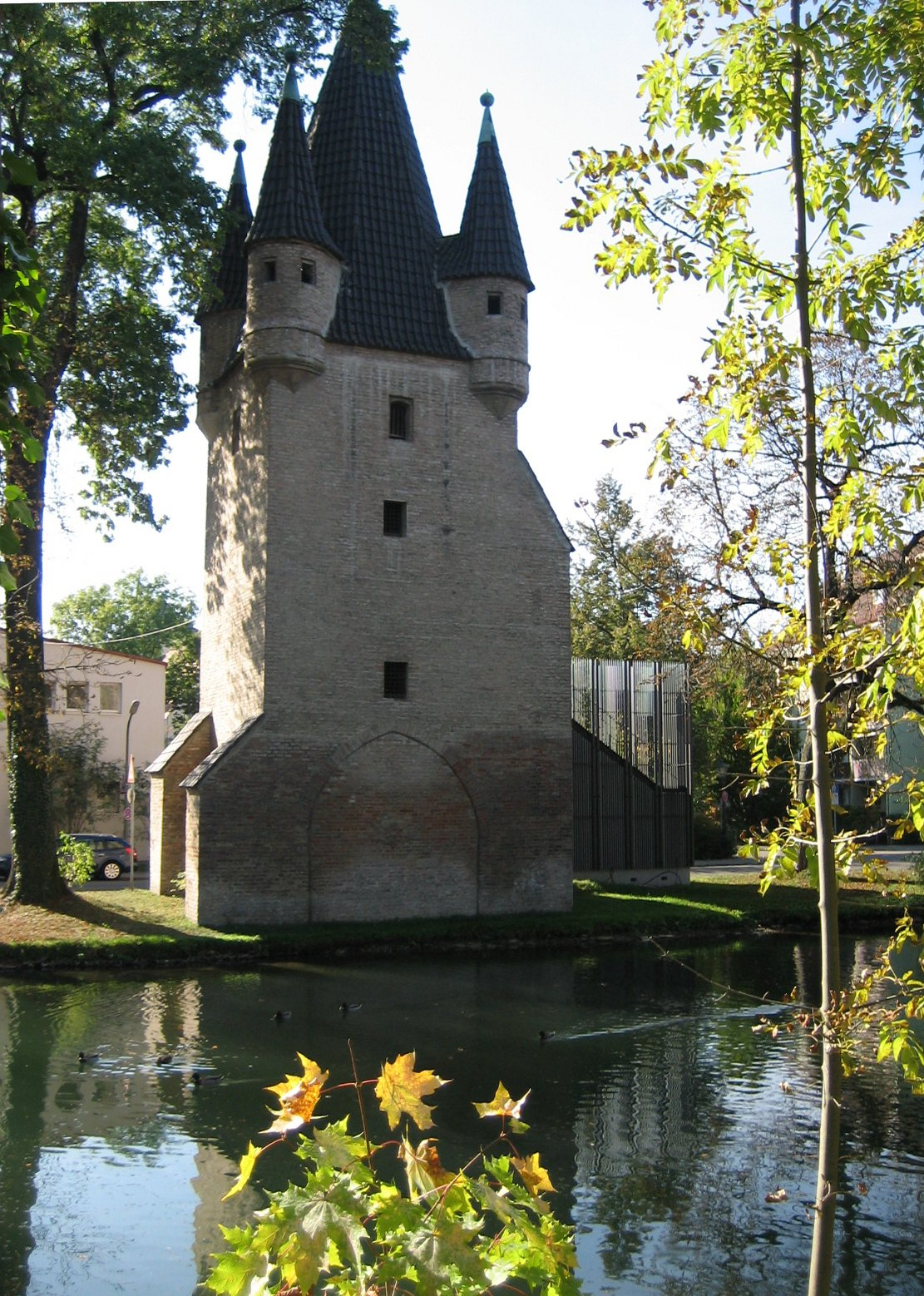
Fünfgratturm
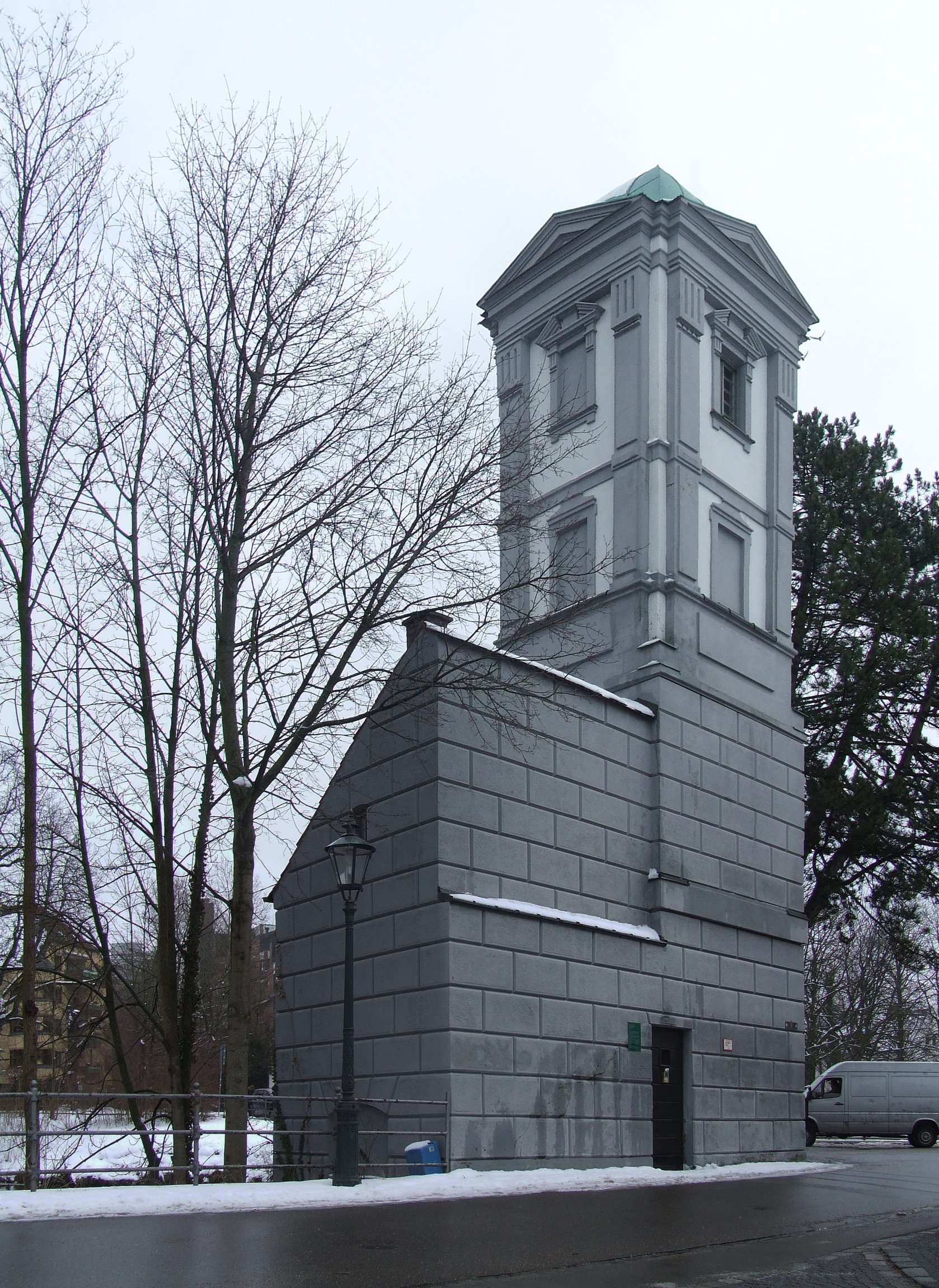
St.-Jakobs-Wasserturm
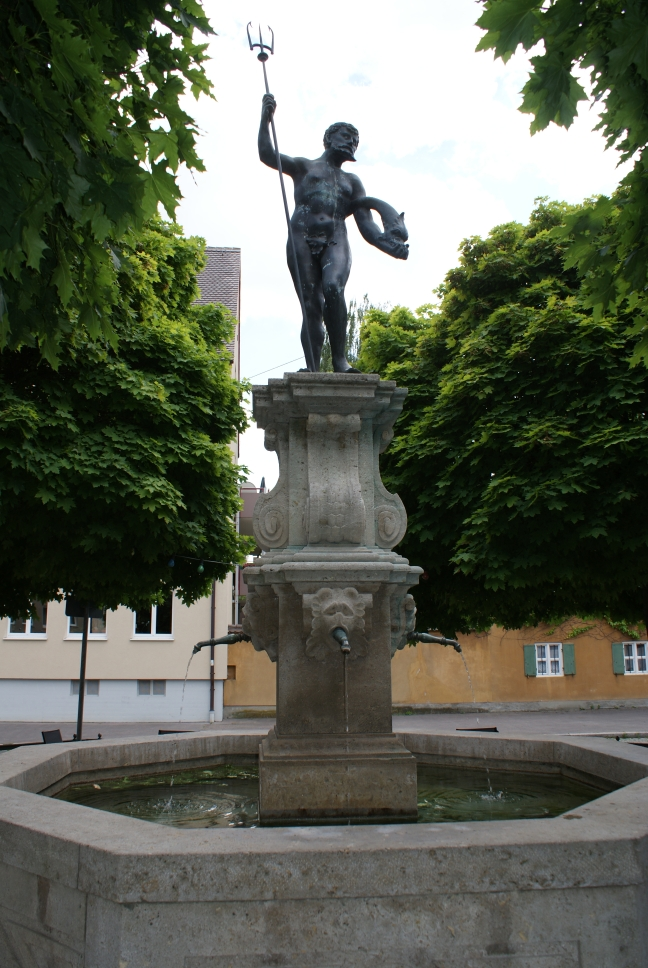
Neptunbrunnen

## Demografische Struktur
In der Jakobervorstadt leben heute im Vergleich zum gesamten Augsburg besonders viele Singles, weniger Kinder und mehr Menschen mit ausländischem Pass. Besonders häufig sind darunter Türken, Serben, Kroaten und andere Ex-Jugoslawen, Italiener und Griechen. Dafür ist der Anteil von Deutschen mit Migrationshintergrund in der Jakobervorstadt deutlich geringer als in der insgesamten Stadt.

## Jahrmärkte und Volksfeste
Die Jakober Kirchweih ist ein jährlich stattfindendes Volksfest in der Jakobervorstadt. Außerdem wird zweimal jährlich, im Frühjahr und im Herbst, die Augsburger Dult, ein traditioneller Jahrmarkt, im Straßenzug zwischen Vogeltor und Jakobertor abgehalten.